# アヴァンティカ急行

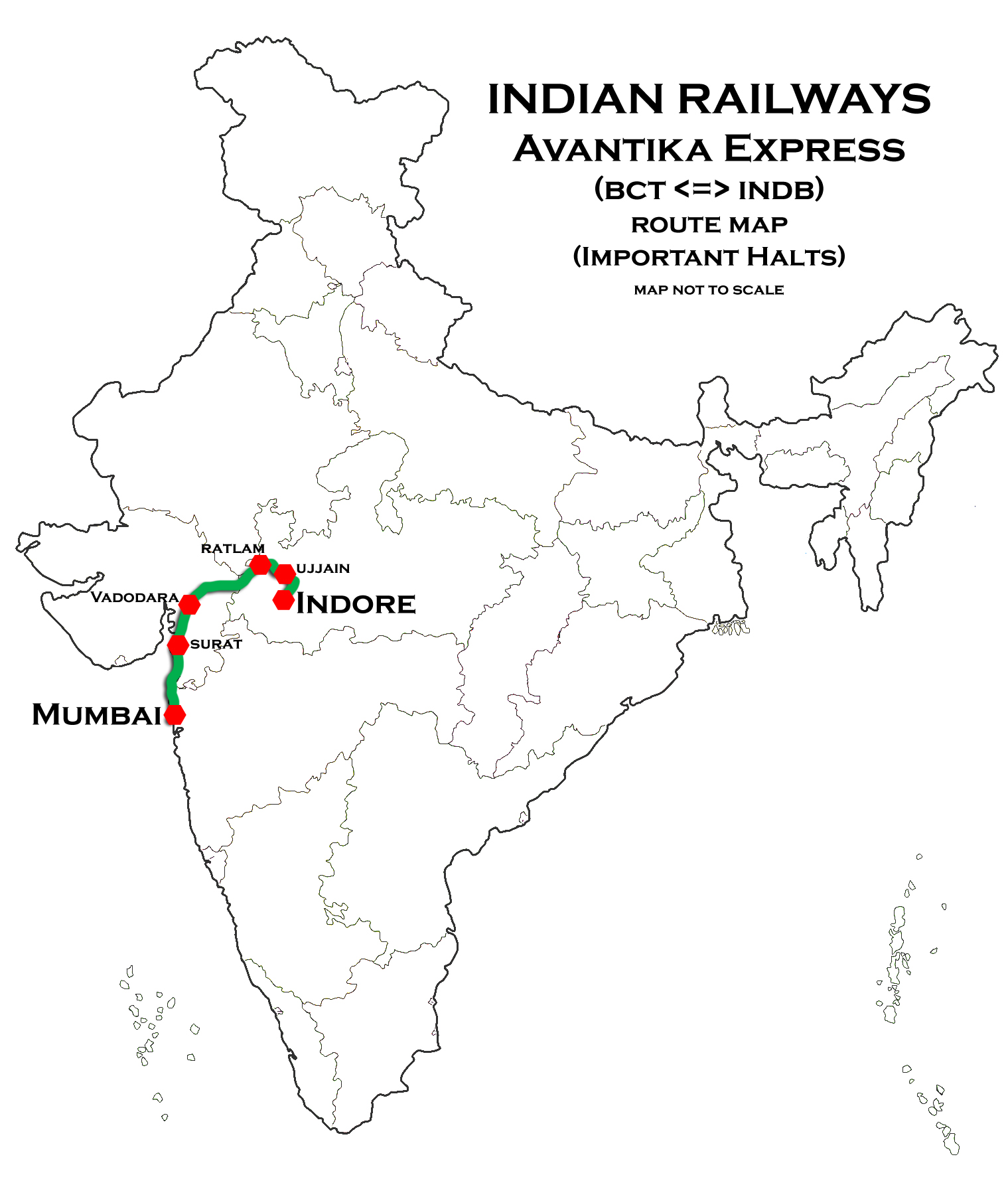
路線図

アヴァンティカ急行（英語: Avantika Express）は、インド鉄道が運行する急行列車の1つ。ムンバイとインドールを結び、アヴァンティカ高速急行（Avantika Superfast Express）とも呼ばれる。

## 概要
ムンバイ（旧：ボンベイ）のムンバイ・セントラル駅とインドールのインドール・ジャンクション駅を結ぶ急行列車。1985年の営業運転開始当初は固有の列車愛称が存在せず「ボンベイ-インドール高速急行（Bombay-Indore Superfast Express）」と呼ばれていたが、後に古代インドの国家であるアヴァンティ国を由来とした「アヴァンティカ急行」という愛称が付けられた。編成は電源車を含めた22両編成で、営業運転開始当初のICF客車に代わって2019年2月に導入されたLHB客車が用いられている。

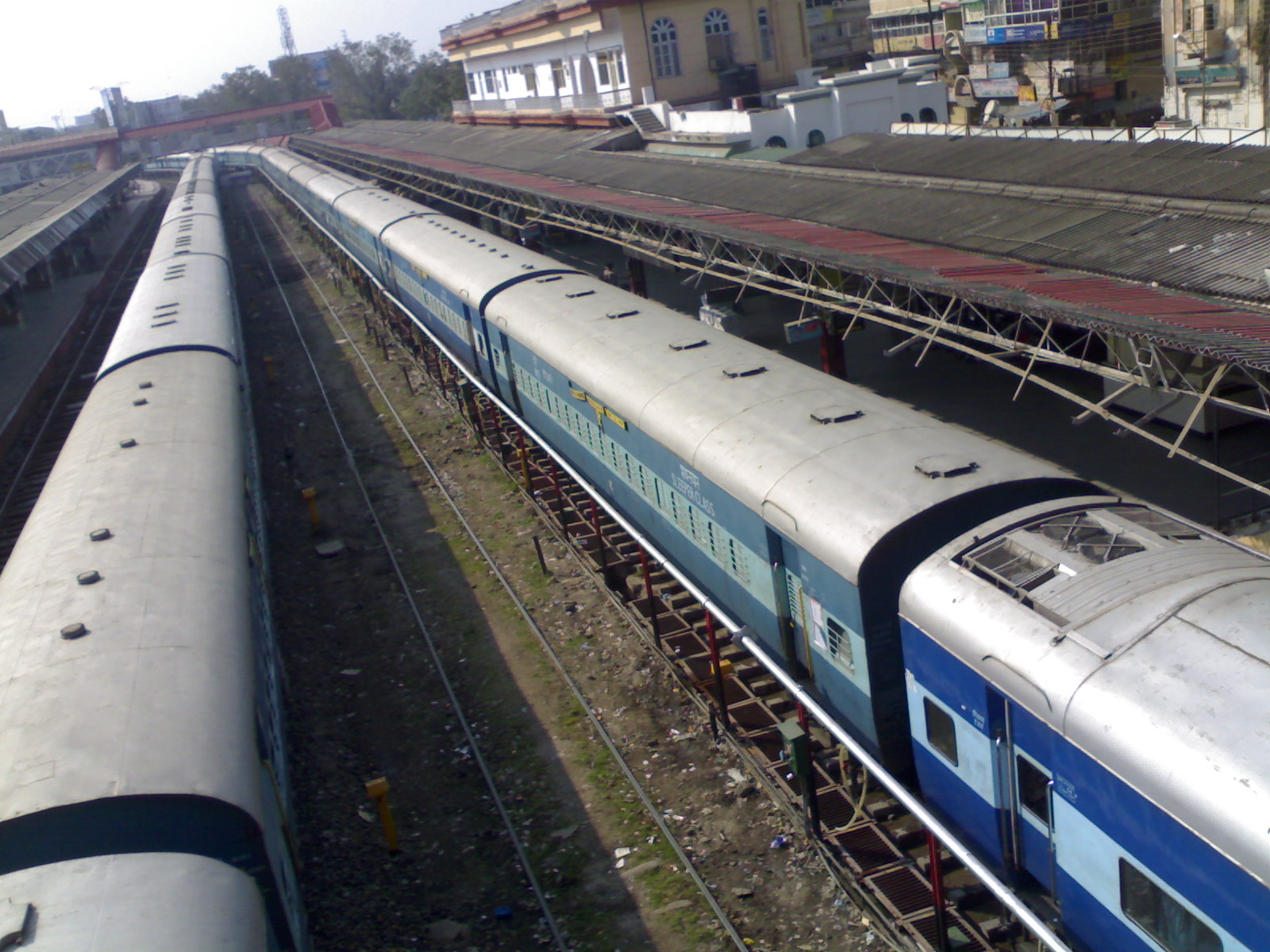
ICF客車（2011年撮影）
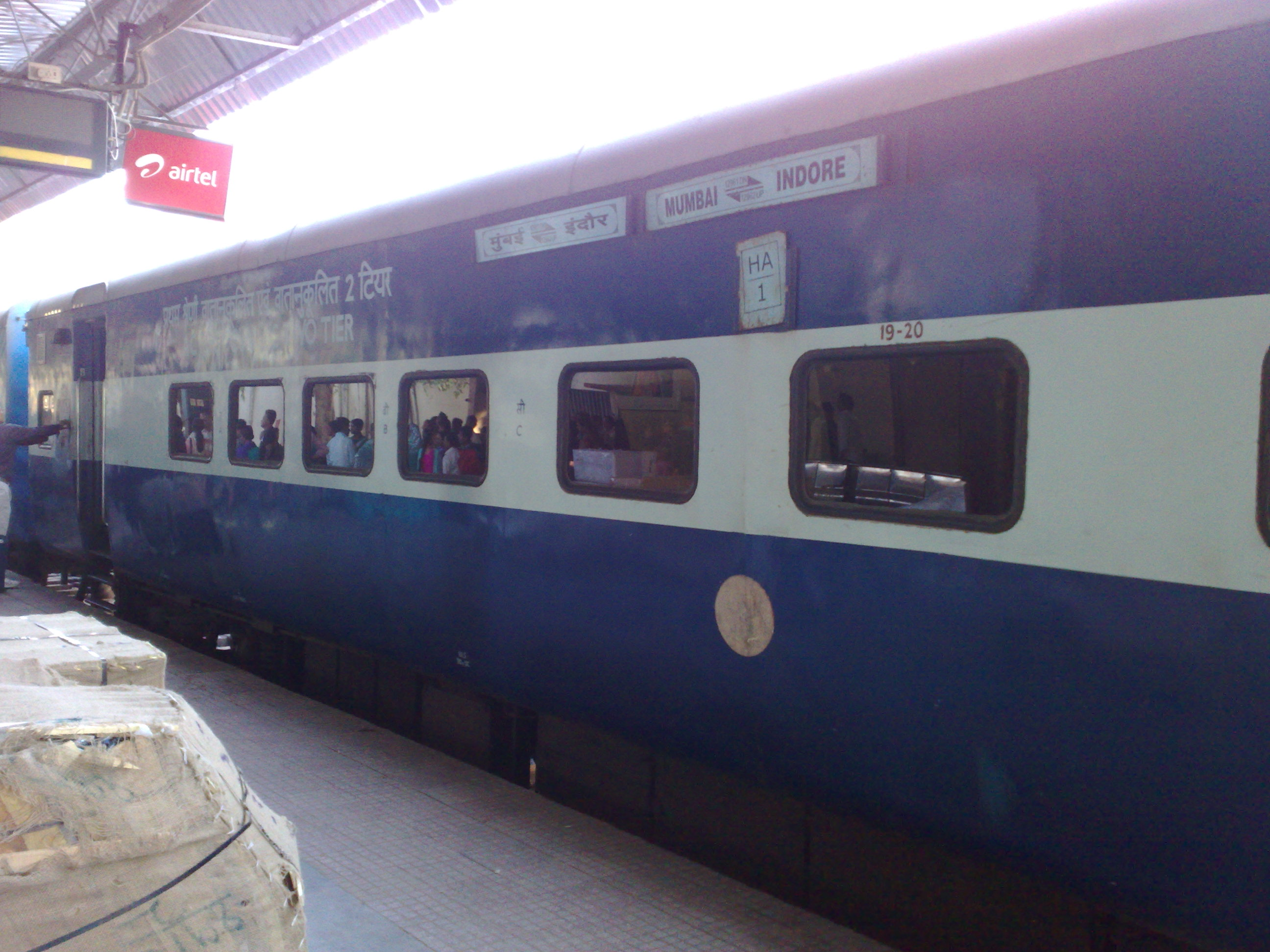
ICF客車（2012年撮影）
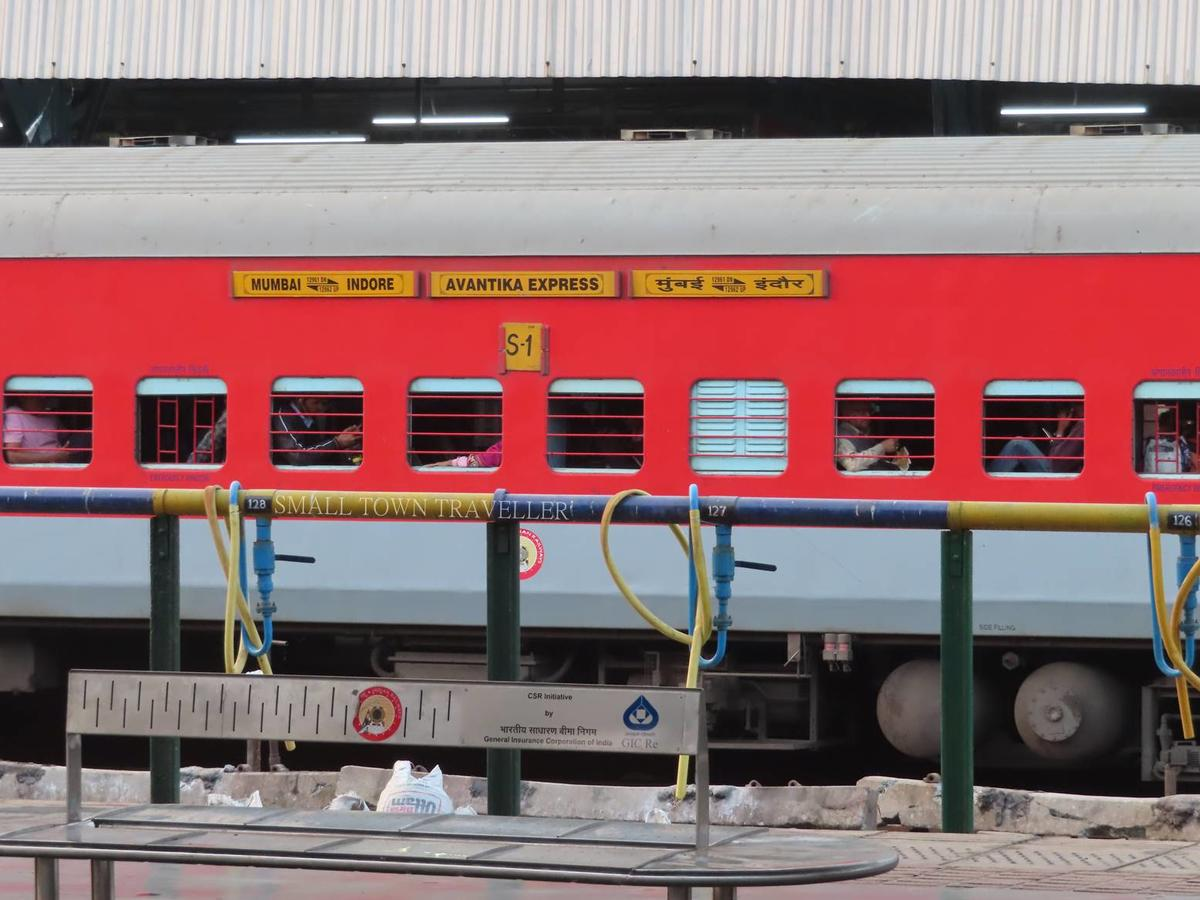
LHB客車（2020年撮影）
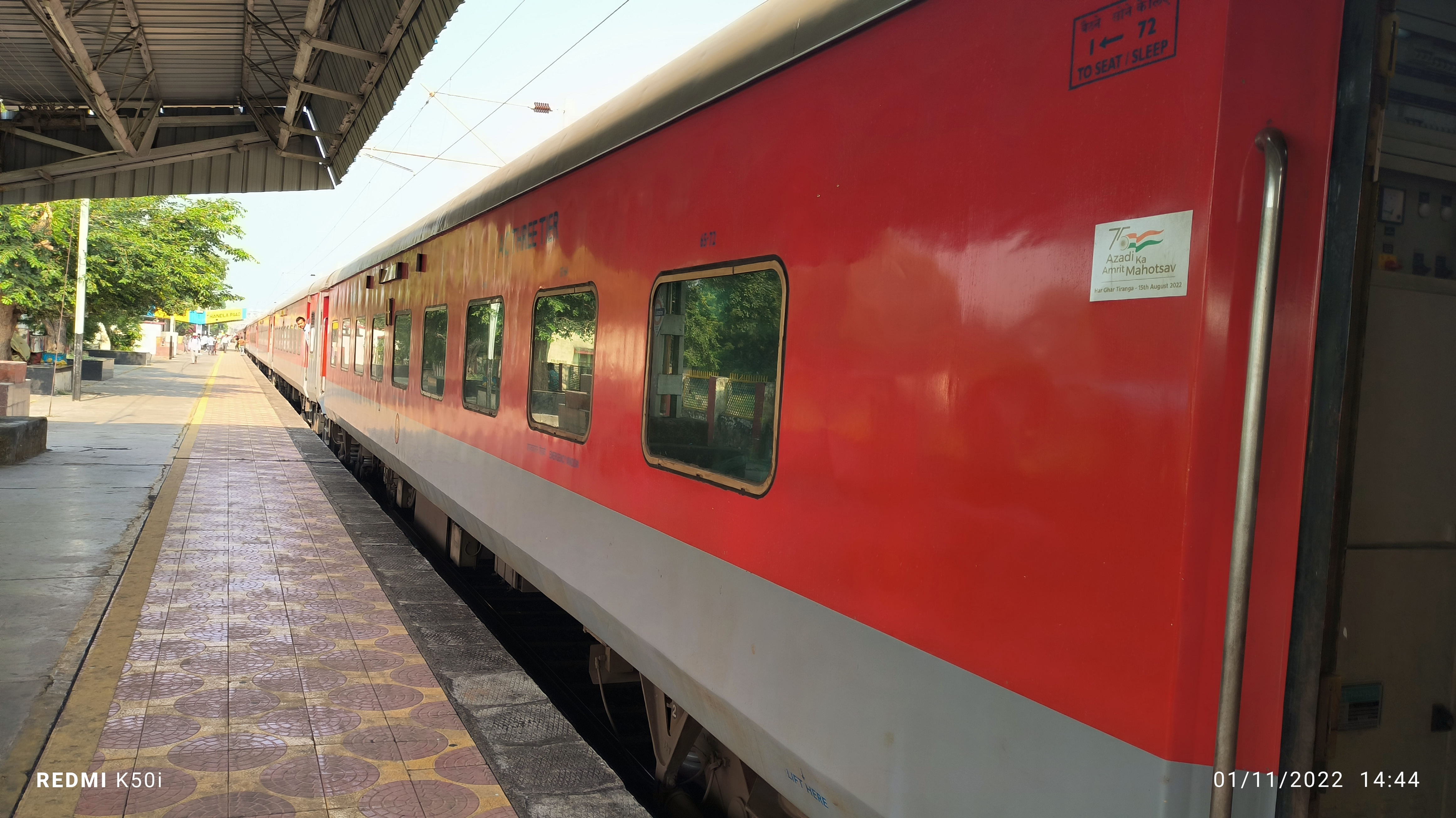
LHB客車（2022年撮影）